# Route départementale 58 (Finistère)
Pour les articles homonymes, voir Route départementale 58.
La Transléonarde ou D 58 est une route qui relie le port de Bloscon à Roscoff (embarcadère ferry pour Plymouth, l'Irlande et Santander en Espagne) à l'agglomération de Morlaix en contournant Saint-Pol-de-Léon. Elle fait 21 kilomètres environ.

## Tracé deRoscoffàSaint-Martin-des-Champs

### EntreRoscoffet lepont de la Corde(près deCarantec)
- Intersection de Roscoff-Port de Bloscon : Liaisons maritimes vers Plymouth et l'Irlande (km 0).
- Traversée de l'agglomération de Roscoff.
- Fin de traversée de l'agglomération de Roscoff.
- Carrefour giratoire entre RD58 et RD769 Rond-point de Rescastel Bihan :
  - D58 : Roscoff par la Côte, Île-de-Batz (Fret), Car Ferry, Stade Gérard Martin
  - D769 : Roscoff-Centre, Île-de-Batz (Passagers)
  - D769/D58 : Saint-Pol-de-Léon, Morlaix, Brest
- Tronçon commun avec la D769. Portion à 2x1 voies, sans séparation centrale, avec traversée de lieux-dits.
- Carrefour giratoire entre RD58 et RD769 Rond-point de Kerfissiec :
  - D769/D58 : Roscoff, Île-de-Batz
  - D769 : Saint-Pol-de-Léon Interdits aux Poids Lourds de + de 5,5 tonnes
  - D58 : Saint-Pol-de-Léon Poids Lourds de + de 5,5 tonnes, Morlaix, Brest, Château de Kerjean
- Fin du tronçon commun. Portion à 2x1 voies, sans séparation centrale.
- Intersection de Keravel : Hôpital Centre Perharidy, Camping de Perharidy Aux 4 Saisons, Keravel-Laber
- Carrefour giratoire entre RD58 et RD75 Rond-point de Kerjean :
  - D58 : Roscoff
  - D75 : Santec, Le Dossen
  - D75 : Saint-Pol-de-Léon Interdits aux Poids Lourds de + de 5,5 tonnes
  - D58 : Saint-Pol-de-Léon Poids Lourds de + de 5,5 tonnes, Morlaix, Brest, Château de Kerjean
- Portion à 2x1 voies, sans séparation centrale, avec traversée de lieux-dits.
- Intersection de Lanbervez : Zone Commerciale de Kervent. Croisement entre la D788 (Saint-Pol-de-Léon) & la D58.
- Début du tronçon commun avec la D 788 et la D 58.
- Carrefour giratoire entre RD58 & RD788 et RD10 Rond-point de Kergompez :
  - D788/D58 : Roscoff, Santec, Saint-Pol-de-Léon-Centre
  - D10 : Lesneven, Plouescat, Cléder, Sibiril, Plougoulm, Château de Kérouzéré
  - D10 : Agence technique départementale, Saint-Pol-de-Léon-Gare, Zone Commerciale de Kervent
  - D788/D58 : Morlaix, Landivisiau, Brest
- Portion à 2x1 voies, sans séparation centrale.
- Carrefour giratoire entre RD58 et RD788 Rond-point de Lesvestric : 
  - D788/D58 : Roscoff, Plouescat, Saint-Pol-de-Léon
  - C0 : ZI Kerrannou
  - D788 : Landivisiau, Lesneven, Brest, Château de Kerjean
  - D58 : Morlaix, Carantec
- Portion à 2x1 voies, sans séparation centrale.
- Carrefour giratoire entre RD58 et RD75 Rond-point de Lanvalou :
  - D58 : Roscoff, Brest, Lesneven, Landivisiau
  - D75 : Plouénan, Mespaul
  - D75 : Saint-Pol-de-Léon, Gare SNCF
  - D58 : Morlaix, Carantec
- Creach ar Gall - D769 : Saint-Pol-de-Léon, Kerlaudy, Penzé.
- Début de 2x2 voies. Zone de dépassement sur 800 mètres (sens Roscoff - Morlaix) & 1 000 mètres (sens Morlaix - Roscoff)
- Fin de 2x2 voies. Traversée Voie Verte.
- Pont de la Corde sur la Penzé, petite rivière qui prend à source dans les Monts d'Arrée.
- Carrefour giratoire entre RD58 et RD173 Rond-point du Pont de la Corde : 
  - D58 : Roscoff, Roscoff - Vieux Port, Embarcadère Île de Batz, Jardin Exotique, Saint-Pol-de-Léon, Plouenan
  - Rue Jacques Guéguen : Parking Aire de Covoiturage
  - Route du Moulin du Band : Le Port, Morlaix Véhicules lents, Taulé Véhicules lents, Henvic Véhicules lents
  - D173 : Morlaix par la Corniche, Carantec, Locquénolé, Château du Taureau, ZA Ar Bant
  -  D58 : Toutes Directions, Morlaix, Saint-Martin-des-Champs, Taulé, Henvic

### Entre lePont de la CordeàCarantecetSaint-Martin-des-Champs(Agglomération deMorlaix) Voie rapide en 2x2 voies.
- Carrefour giratoire entre RD58 et RD173 Rond-point du Pont de la Corde : 
  - D58 : Roscoff, Roscoff - Vieux Port, Embarcadère Île de Batz, Jardin Exotique, Saint-Pol-de-Léon, Plouenan
  - Rue Jacques Guéguen : Parking Aire de Covoiturage
  - Route du Moulin du Band : Le Port, Morlaix Véhicules lents, Taulé Véhicules lents, Henvic Véhicules lents
  - D173 : Morlaix par la Corniche, Carantec, Locquénolé, Château du Taureau, ZA Ar Bant
  -  D58 : Toutes Directions, Morlaix, Saint-Martin-des-Champs, Taulé, Henvic
- Début de la 2x2 voies.
- Ménec - C1 : Henvic, Carantec
- Gare de Taulé Henvic - C37 : Gare de Taulé, ZI des Ajoncs
- Taulé - D769 : Taulé, Locquénolé, Penzé
- L'Espérance - D19 : Plouvorn, ZC du Launay
- La Route Départementale 58 devient la Route Départementale 19.
- Aire de service Launay (sens sens Morlaix-Roscoff)
- à 200 m, avant giratoire.
- Avant giratoire.
- Fin de route à accès réglementée à 500 m.
- Arrivée sur giratoire.
- Entrée dans l'agglomération de Saint-Martin-des-Champs.
- Carrefour giratoire entre RD712B,, D19 et Route de l'Espérance Rond-point du Launay :
  - D19  : Roscoff, Saint-Pol-de-Léon, Carantec, Henvic, Taulé, Plouvorn
  - Route de l'Espérance : Ar Brug, Taulé, Plouvorn, Saint-Pol-de-Léon Véhicules lents
  - D712B : Plougonven, Plourin, Sainte-Sève, ZI de Kerivin, ZA du Launay, Centre Hospitalier
  - D19 : Toutes Directions, Morlaix, Saint-Martin-des-Champs, Gare SNCF et Routière
- Échangeur entre RN12 et RD19 :
  - N12 Ouest : Brest, Quimper, Lorient, Carhaix, Château Kerjean
  - N12 Est : Saint-Brieuc, Rennes

## Lieux visitables situés à proximité de la route
- Baie de Morlaix
- Roscoff
- Morlaix